# Лев XI
Лев XI (лат. Leo PP. XI, в миру Алессандро Оттавіано Медічі (італ. Alessandro Ottaviano de' Medici), 2 червня 1535 — 27 квітня 1605) — 232 папа римський з 1 квітня по 27 квітня 1605.

## Ранні роки
Алессандро Оттавіано Медічі — четвертий папа, який походив з відомої флорентійської сім'ї Медічі. Його мати Франческа Сальвіаті була сестрою папи Лева Х і народила Алессандро у Флоренції. Пізніше по завданню Великого герцога Тоскани Козімо I Медічі був він послом при дворі папи Пія V де він також був серед учнів святого Філіпа Нері. Папа Григорій XIII у 1573 назначив його єпископом Пістоя і роком пізніше Архієпископом Флоренції. У 1583 році був призначений кардиналом.
У квітні 1596 року папа Климент VIII призначає Алессандро Оттавіано Медічі папським легатом у Францію, де він і проводить два роки. Йому однак не вдалося переконати Анрі IV до виконання рішень Тридентського собору. У році 1600 назначений єпископом у Палестрину

## Понтифікат
1 квітня 1605 року конклав вибирає наступником Климента VIII Алессандро Оттавіано Медічі, який вибирає ім'я свого дядька Лева X. Вибори пройшли з підтримкою французьких кардиналів, але без підтримки іспанських. Одразу після виборів Лев XI хворіє. Припускають що він мав запалення легенів. Хвороба призвела по 27 днях понтифікату до сметрі. На гробі Лева XI написано: 

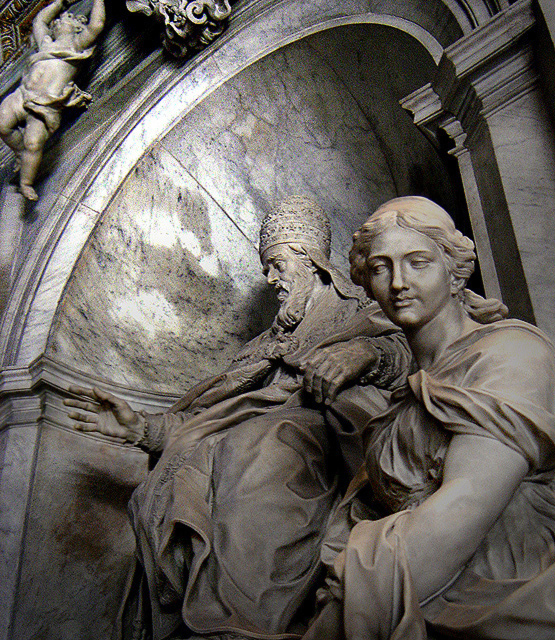
Могила Лева X у Соборі Святого Петра з надгробком роботи Алессандро Альґарді.

Magis ostensus quam datus — більше показав як дав.
Він не встиг провести політичних дій як папа, однак відомо що він обіцяв підтримку Рудольфу II у боротьбі з османською імперією, та звільнив населення Риму від ряду податків. Ним було засновано комісію для розробки правил засідань конклаву.